# Musée d'histoire naturelle et d'ethnographie de Colmar
Le musée d'histoire naturelle et d'ethnographie de Colmar est un musée d'histoire naturelle et d'ethnographie, situé à Colmar (Haut-Rhin). Il a été fondé par la Société d'histoire naturelle et d'ethnographie de cette ville.

## Présentation
Il est situé au 11 rue de Turenne à Colmar, dans le bâtiment de l'ancienne école Turenne. Il bénéficie d'une seconde entrée quai de la Poissonnerie. Il est géré par la Société d'histoire naturelle et d'ethnographie de Colmar, l'une des plus anciennes associations colmariennes. Depuis 2003, le musée a le label « musée de France ».

## Historique[4]

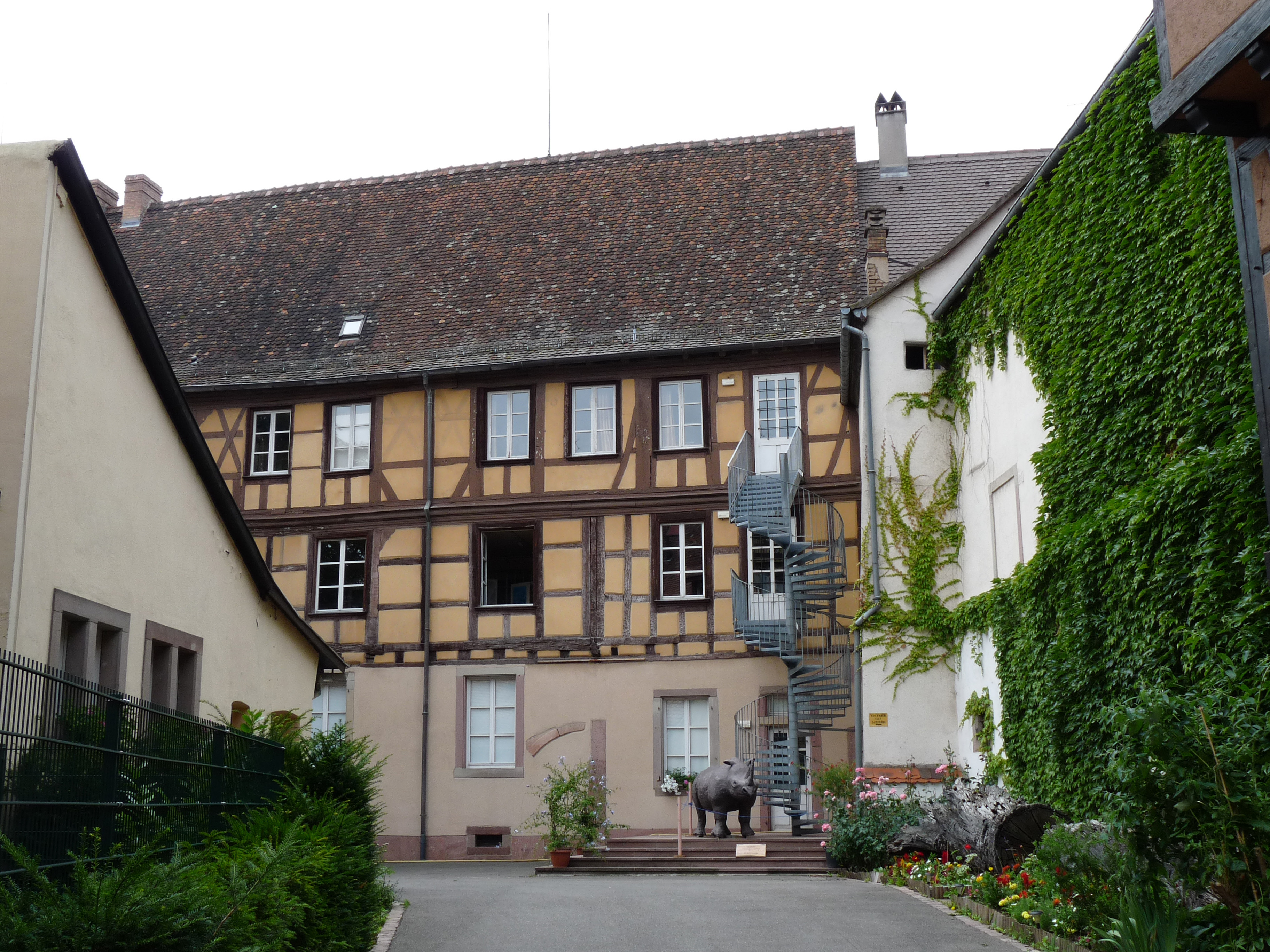
Entrée du musée, quai de la Poissonnerie

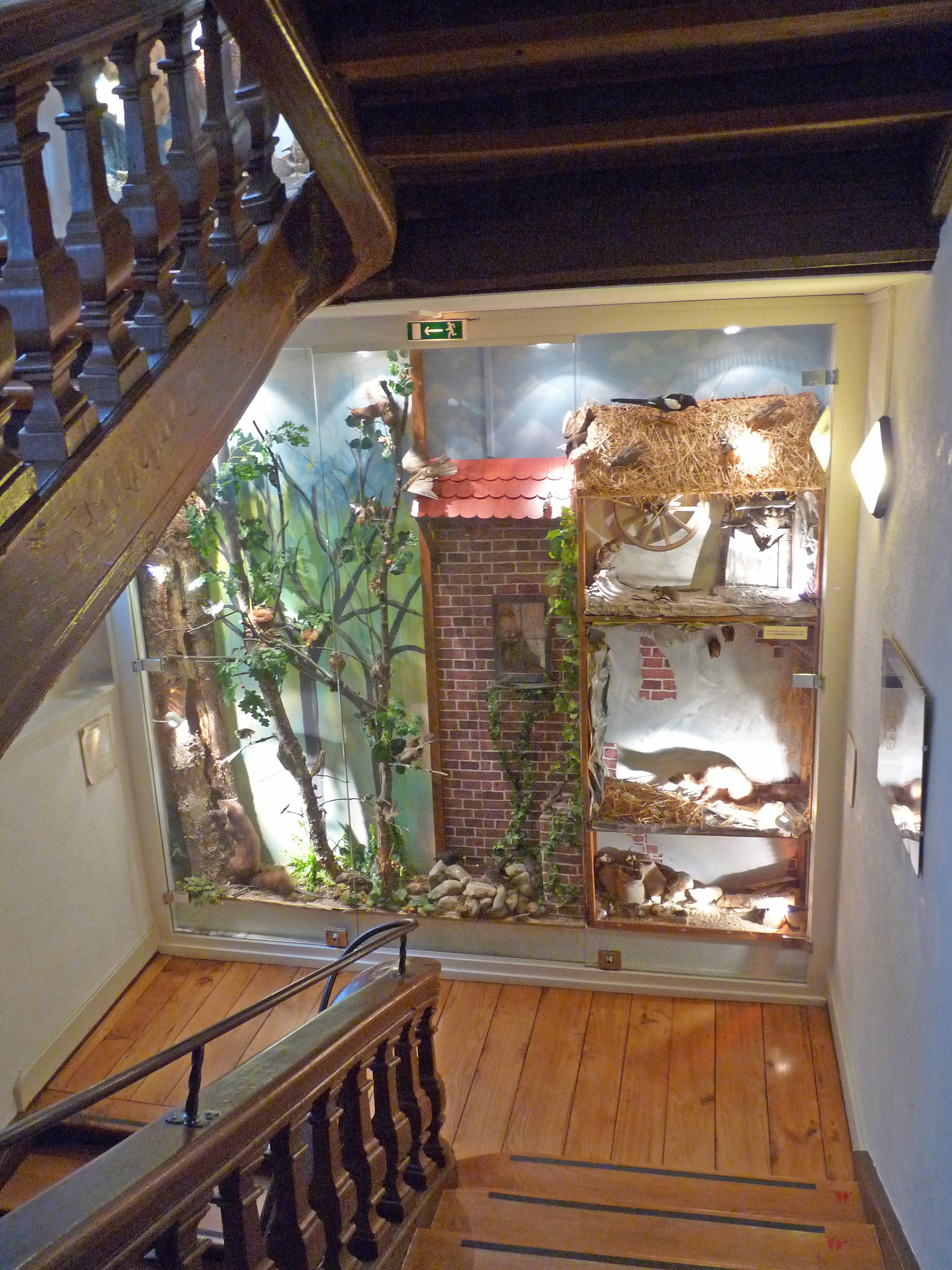
Vitrine zoologique dans la cage d'escalier

La Société d’histoire naturelle de Colmar (SHNC) est créée officiellement le 22 mai 1859 par des notables et des scientifiques colmariens, notamment l’industriel et physicien Adolphe Hirn, les médecins Gustave Bleicher et Charles Faudel, les sculpteurs Auguste Bartholdi et André Waltz, le père de Hansi.
Dès 1860 et afin de répondre à ses objectifs, la SHNC fonde son muséum, où sont exposées ses collections de zoologie, géologie et d’ethnographie, dans plusieurs salles du couvent des Unterlinden. Jusqu'en 1939, elles y ont ainsi cohabité avec les collections d’art et d’archéologie de la Société Schongauer, fondée en 1924, qui sont à l’origine de l’actuel musée Unterlinden, le musée des beaux-arts et d’archéologie de Colmar. Jusqu'à la Seconde Guerre mondiale, le muséum partage le couvent des Dominicains de la ville.
Durant la Seconde Guerre mondiale et jusqu’en 1953, la Société doit cesser toute activité et ses collections subissent un dispersement et plusieurs déménagements successifs. Au cours de l’hiver 1952, c’est sur proposition du maire de Colmar, Joseph Rey, qu’une commission provisoire est créée. Début 1953, la SHNC renaît, grâce à une poignée de bénévoles volontaires, emmenés par le président Albert Couturier et la vice-présidente Madeleine Jehl. Le Bulletin de la SHNC, créé en 1860 et dont la parution a cessé en 1939, paraît à nouveau à partir de 1953, et les échanges reprennent avec les sociétés scientifiques d'autres pays. La SHNC reconstituée se met en quête d’un nouveau bâtiment pour exposer ses collections scientifiques au public. En 1959, une solution provisoire est trouvée avec la mise à disposition d’un bâtiment municipal : un petit pavillon sis au cœur du parc du château d'eau, restauré par l'architecte M. Josepheck. L’inauguration a lieu le 7 novembre 1959, dans le cadre des manifestations du centenaire de la SHNC. Cette solution conçue comme temporaire se pérennise pendant 26 ans.
En janvier 1978, le bâtiment du 11 rue de Turenne a été proposé pour le futur musée. En 1467, ce bâtiment historique, déjà propriété de la ville, servait de logement de fonction à un tailleur de pierre, Steinhütte. À partir de 1604, il abrite des instances militaires, la chancellerie municipale, la mairie puis l'école supérieure de filles. C'est seulement depuis 1984 que les collections de la SHNC et les 20 000 volumes de sa bibliothèque intègrent ces locaux. Le bâtiment est officiellement inauguré le 15 octobre 1985.
Le 26 mars 1998, la SHNC modifie son appellation, et celle de son musée, en y ajoutant le terme « ethnographie » pour tenir compte de l’ensemble de ses collections, telles qu’elles sont constituées depuis le XIXe siècle. Elle devient donc la Société d’histoire naturelle et d’ethnographie de Colmar (SHNEC).

## Collections
Les collections de SHNEC sont réparties en plusieurs sections thématiques, réunissant au total près de 72 000 objets.
La Société est propriétaire de collections zoologiques et géologiques notamment et qui ont été regroupées entre 1845 et 1930.

### Section "Botanique"
La Société possède de nombreux herbiers anciens non exposés et des travaux botaniques issus d’une tradition scientifique régionale soutenue par des hommes de grande valeur (le pasteur Jean-Jacques Blind, Émile Issler, etc.). La SHNEC possède quelques herbiers anciens de cryptogrammes non vasculaires et de champignons. Les plus anciennes récoltes sont antérieures à 1824 et les exsiccata les plus anciens sont datés de 1815 (Schmidt & Kunze, Fungi germanici). Une équipe de botanistes passionnés se réunit régulièrement pour travailler sur les collections et la détermination des plantes.
Pièces phares de la collection de botanique :  
- Herbier Schlumberger, ancien maire de Guebwiller et premier président de la SHNEC
- Herbier du pasteur Jean-Jacques Blind, consacré à la bryologie, contenant des espèces rares telles que la mousse Orthotrichum rogeri, listée par la « Directive Habitat », ou encore la mousse Orthotrichum scanicum.

### Section "Géologie & Paléontologie"
En géologie, les collections proviennent de toute la France, avec une prédominance de roches, fossiles et minéraux du Grand Est. Les grands phénomènes géologiques et la vie de la planète sont abordés et illustrés par de nombreux échantillons et documents scientifiques.

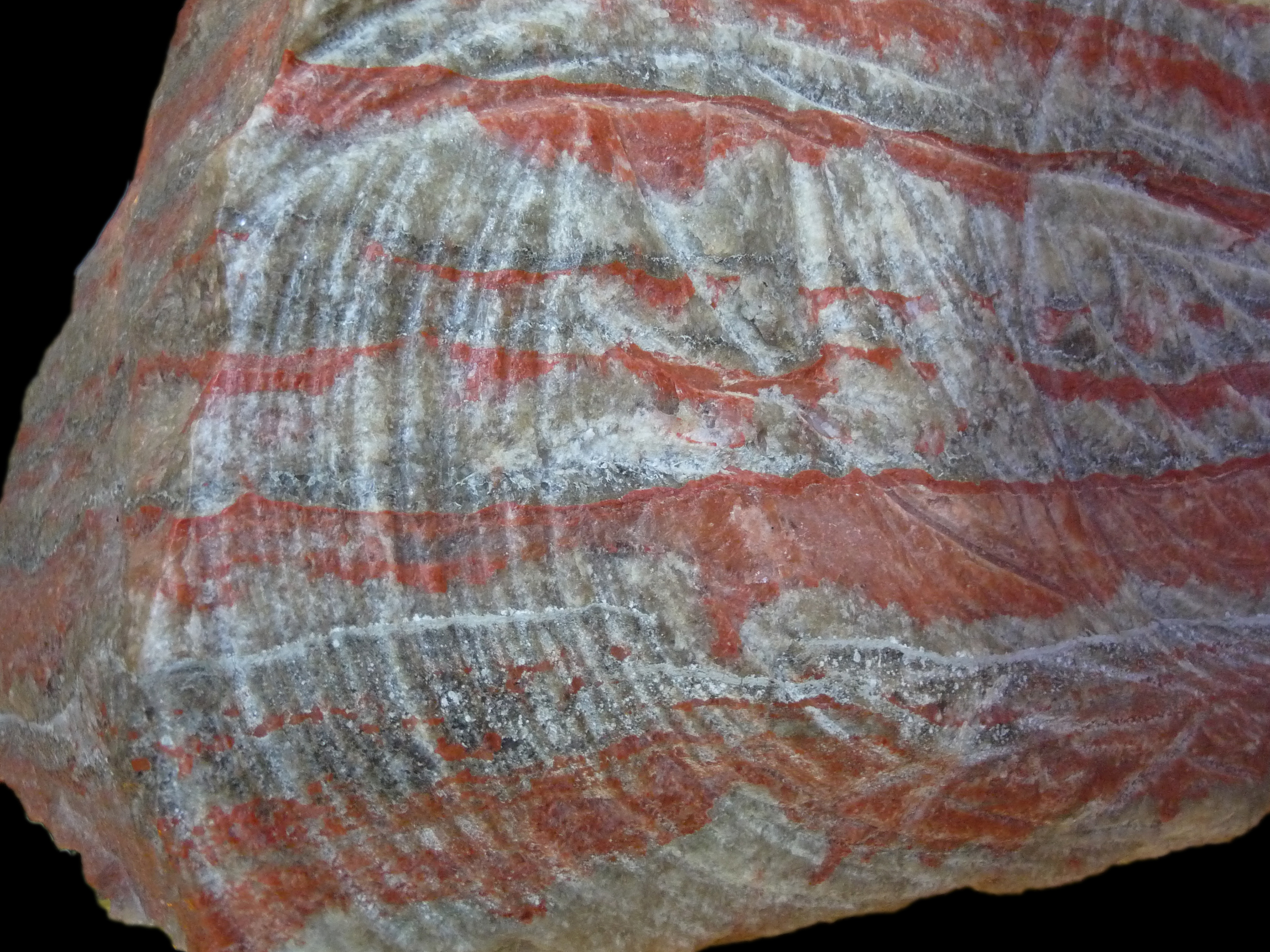
Potasse (Staffelfelden)
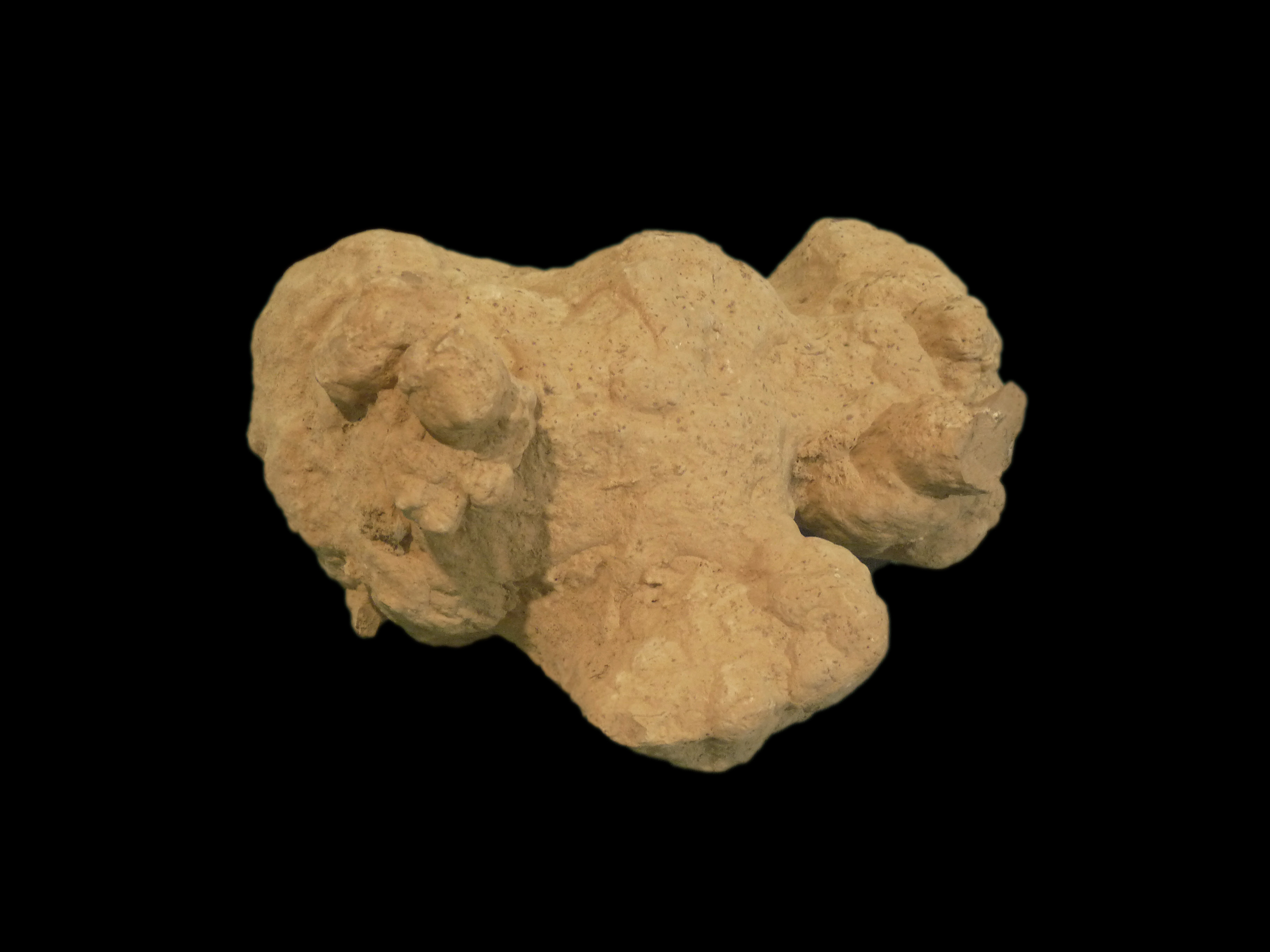
Poupée de lœss (Neewiller)
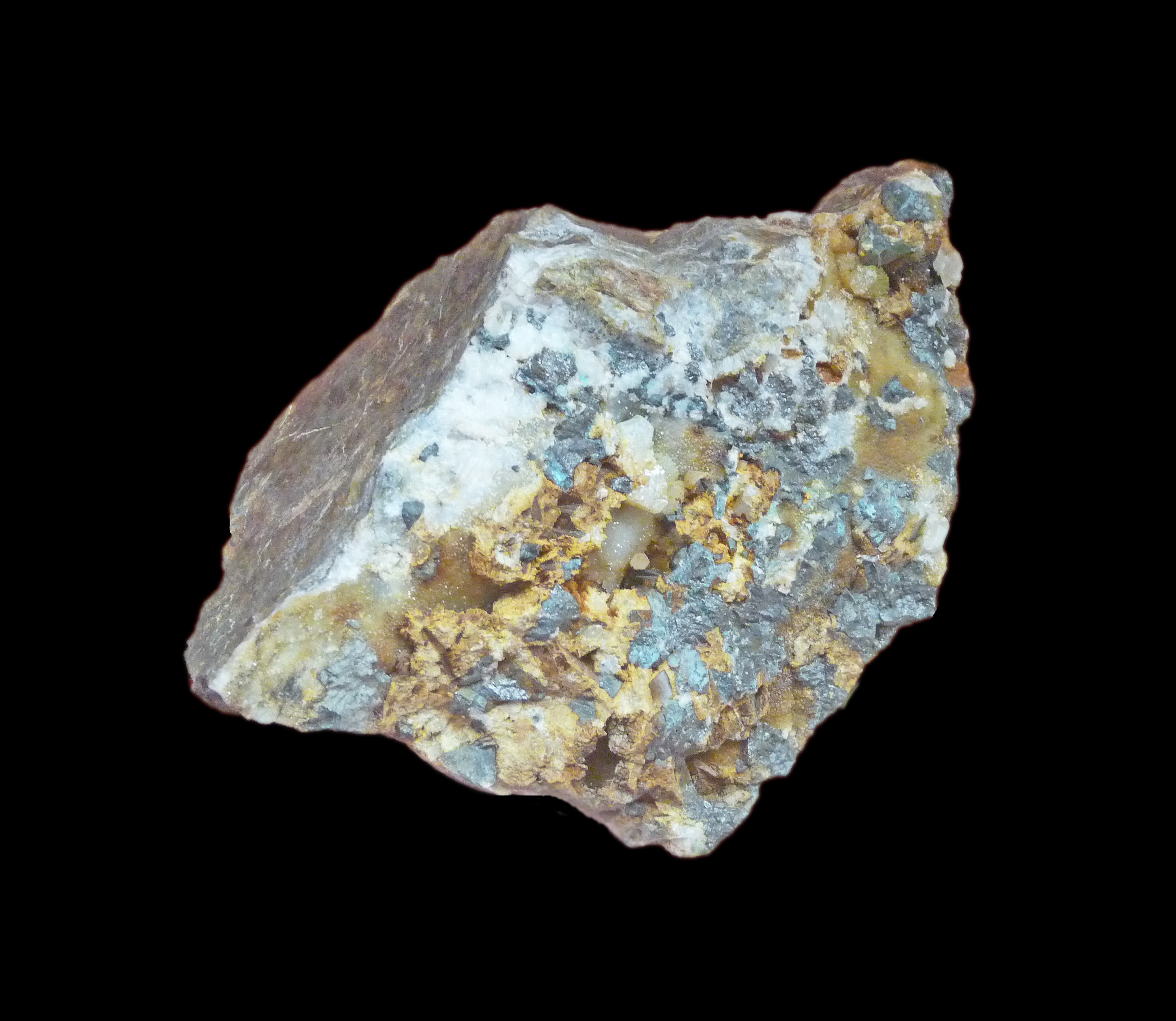
Tétraédrite argentifère (Sainte-Marie-aux-Mines)
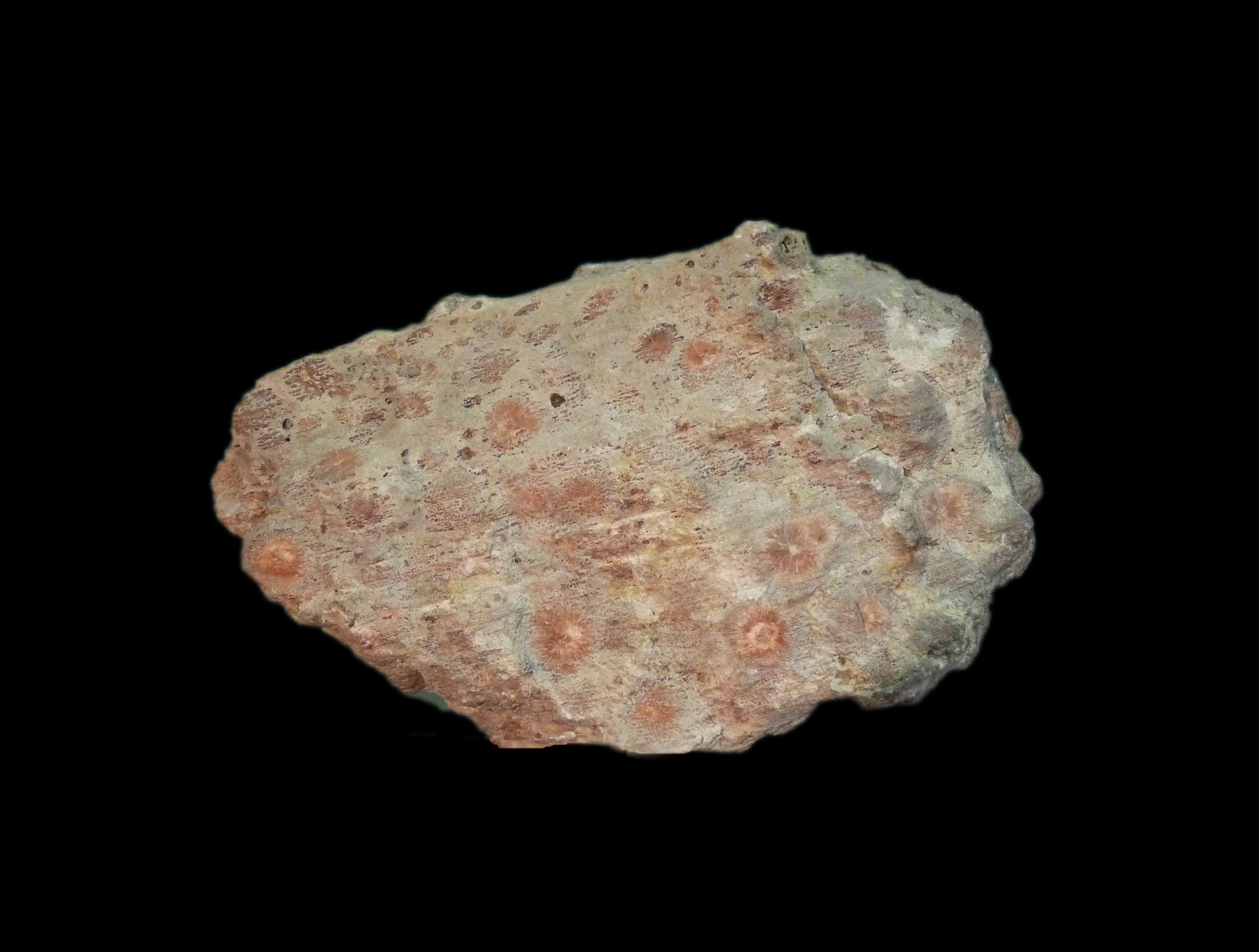
Ryolithe à pyromérides (Wuenheim)

Quelques éléments remarquables de cette section :
- l’ichthyosaure, provenant de Holzmaden (Allemagne) ;
- un oiseau fossile quasiment complet du Toarcien, dont il n’y a que quatre éléments de cette forme connus dans le monde, provenant de Froidefontaine (90)[12] ;
- les fossiles de Vœgtlinshoffen ;
- les ossements d’ours des cavernes des grottes de Sentheim ;
- la collection de graines fossiles du Plio-quaternaire (collection Geissert) ;
- les fossiles ossements de grands mammifères du Pléistocène avec la collection Roques comprenant 648 molaires de différents éléphantidés ayant vécu dans la région, défenses de mammouth de 2,50 m, crâne et mandibule complets de rhinocéros ;
- et la série stratigraphique des ammonites du Toarcien alsacien (collection Hof).

### Section "Mammalogie & Ostéologie"
Les collections de mammalogie regroupent de nombreux spécimens des cinq continents et une belle variété d’animaux locaux provenant de la plaine d'Alsace, du Ried et des Vosges. Les Mammifères sont très bien représentés au MHNEC puisque sur les 21 ordres de la classification choisie, seuls quatre Ordres ne sont pas représentés : Proboscidiens (éléphant), Tubulidentés (oryctérope), Siréniens (dugong, lamantin) et Périssodactyles (cheval, âne, zèbre...). Rattachée à la section Mammalogie, l’Ostéologie est représentée par une ostéothèque, qui regroupe une centaine de squelettes et d’os de grands mammifères.
Spécimens rares et remarquables : 
- Tigre de Java (Panthera tigris sondaica), une sous-espèce du tigre éteinte endémique de l'île de Java
- Paire de lions de l’Atlas (Panthera leo leo), figurant à l’inventaire de 1894, une sous-espèce de lion, aujourd'hui éteinte à l'état sauvage et provenant d’Afrique du Nord.
- Tangue ou Hérisson malgache (Tenrec ecaudatus), insectivore endémique de Madagascar, seule espèce du genre Tenrec de la famille des Tenrecidae.
- Wombat (Vombatus ursinus), espèce endémique d’Australie
- Toupaye d’Indonésie (Tupaia javanica), espèce arboricoles vivant dans les forêts primaires d’Asie du Sud-Est, sa population décline aujourd’hui face aux développements de l’agriculture.

### Section "Ornithologie"

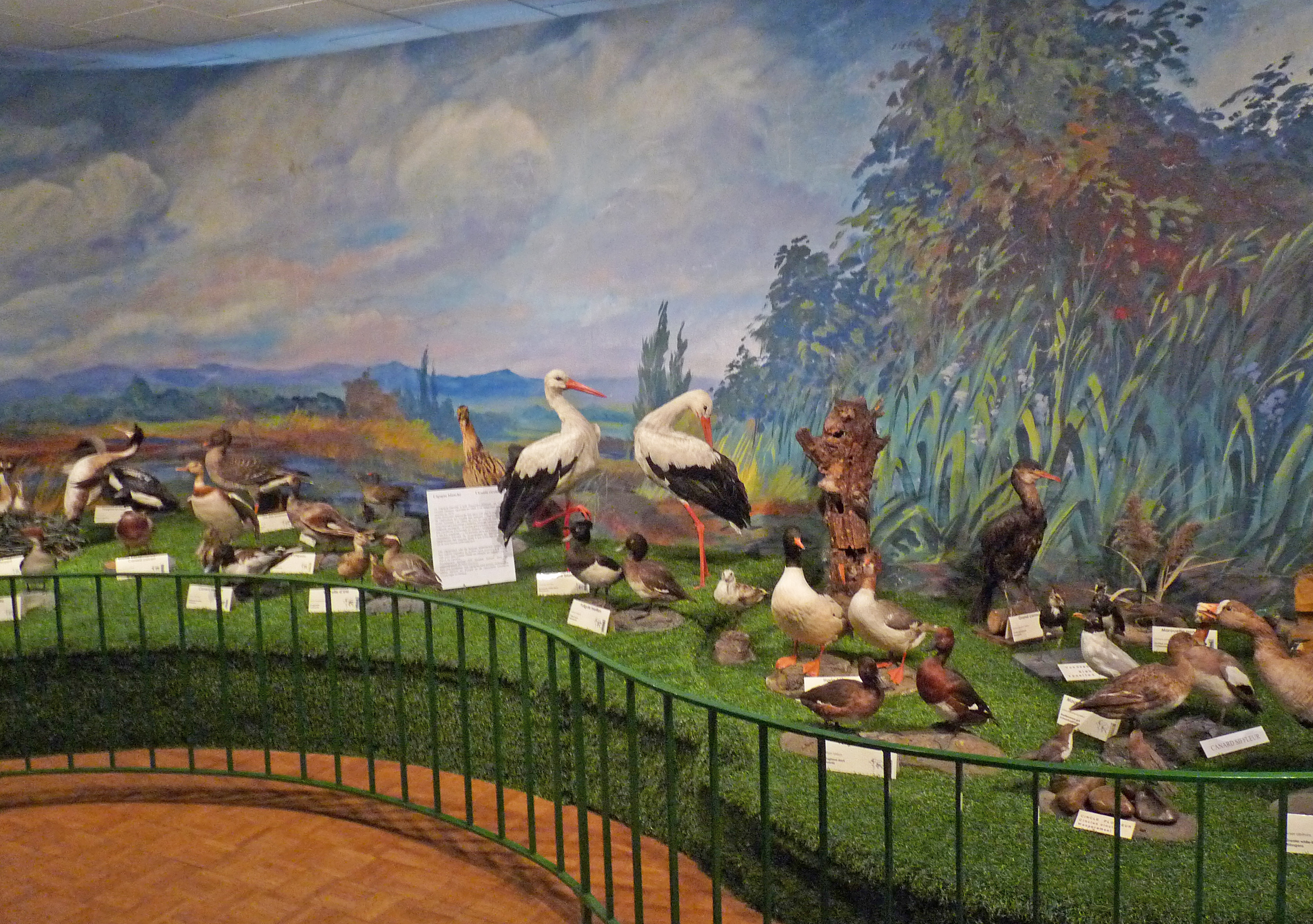
Oiseaux d'Alsace.

La section ornithologie possède une collection de spécimens naturalisés, dont des oiseaux aujourd’hui disparus, tels que des pigeons migrateurs d’Amérique ou des courlis à bec grêle. De même qu’en mammalogie, les spécimens ornithologiques proviennent à la fois d’Alsace et du monde entier. La collection est remarquable par son historique et la qualité de ses montages.
Exemples de spécimens rares et remarquables :
- Pigeon migrateur d’Amérique (Ectopistes migratorius), espèce éteinte, exterminée par l’Homme.
- Strigops kakapo (Strigops habroptila), espèce en danger critique.
- Courlis à bec grêle (Numenius tenuirostris), espèce en danger critique.

### Section "Herpétologie"
En herpétologie, on compte une centaine d’objets. Plusieurs objets ont été acquis ces dernières années (tortues, reptiles naturalisés, serpents exotiques) pour la plupart par cession de saisie de l’Administration des Douanes. Les pièces phare de cette section sont des crocodiles naturalisés, des tortues marines et quelques belles pièces de la faune exotique conservées depuis plus de cent ans.

### Section "Entomologie"
La collection compte plus de 46 000 insectes provenant du monde entier.

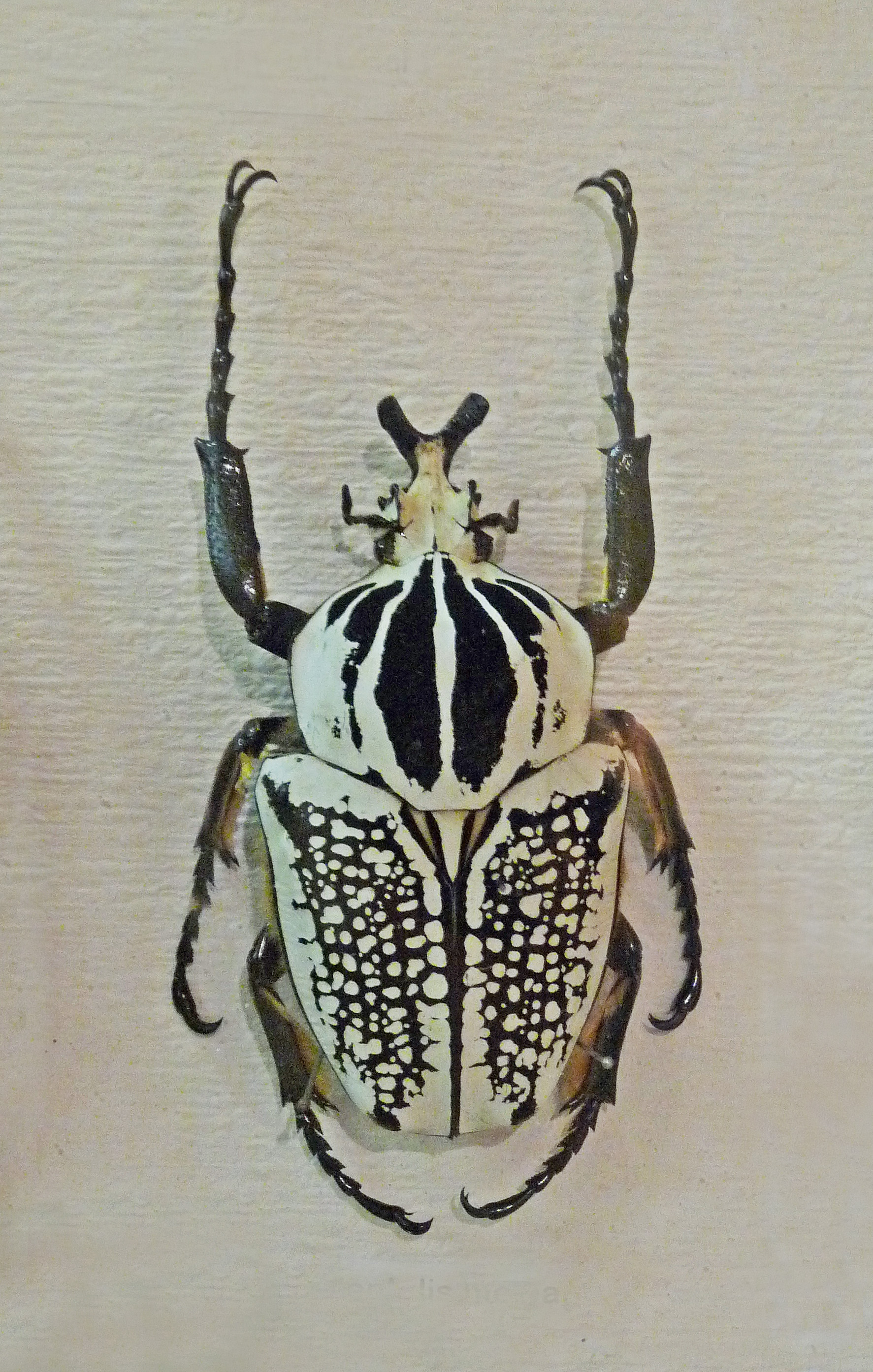
Goliathus orientalis meleagris (Zaïre)
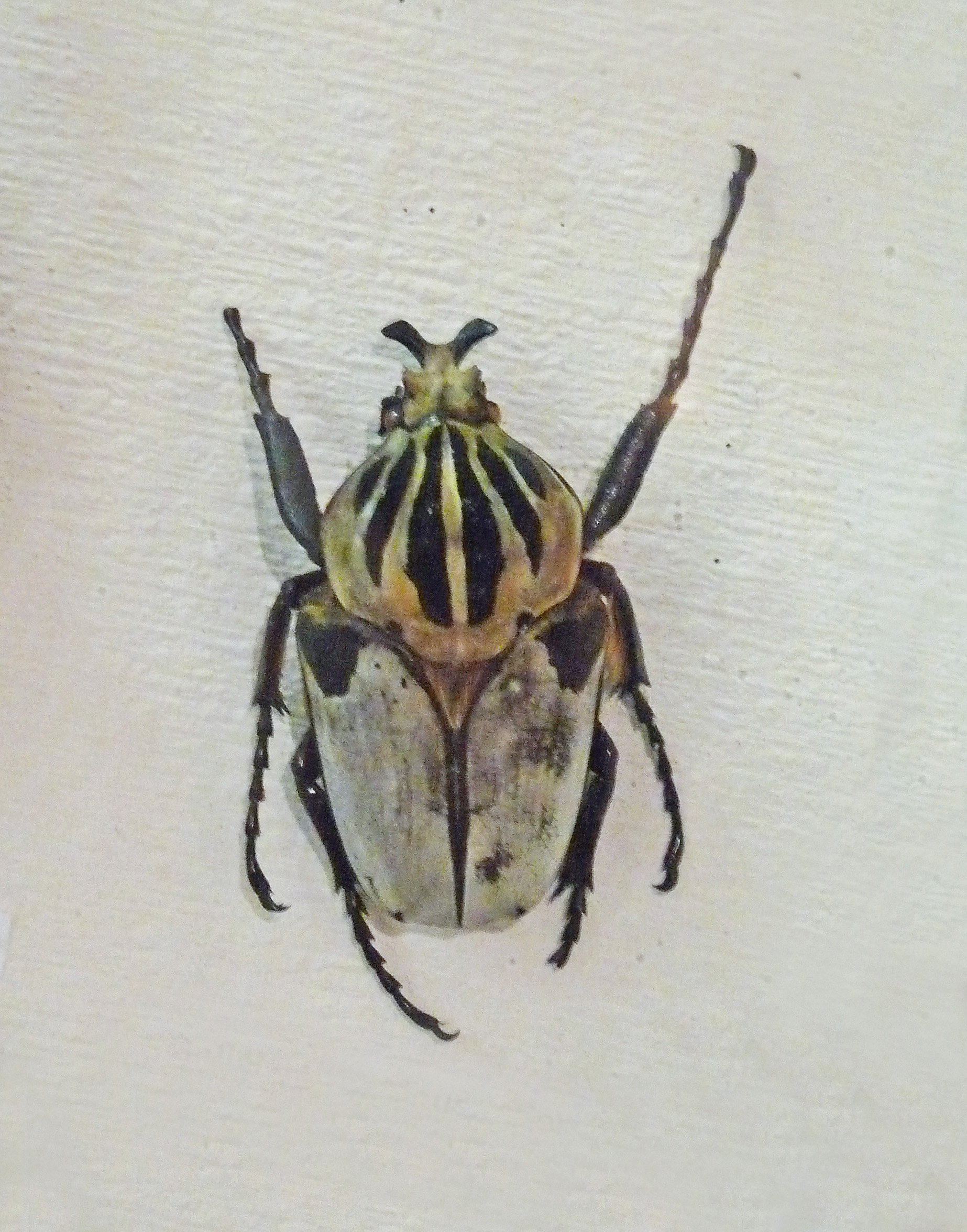
Goliathus cacicus (Sierra Leone)
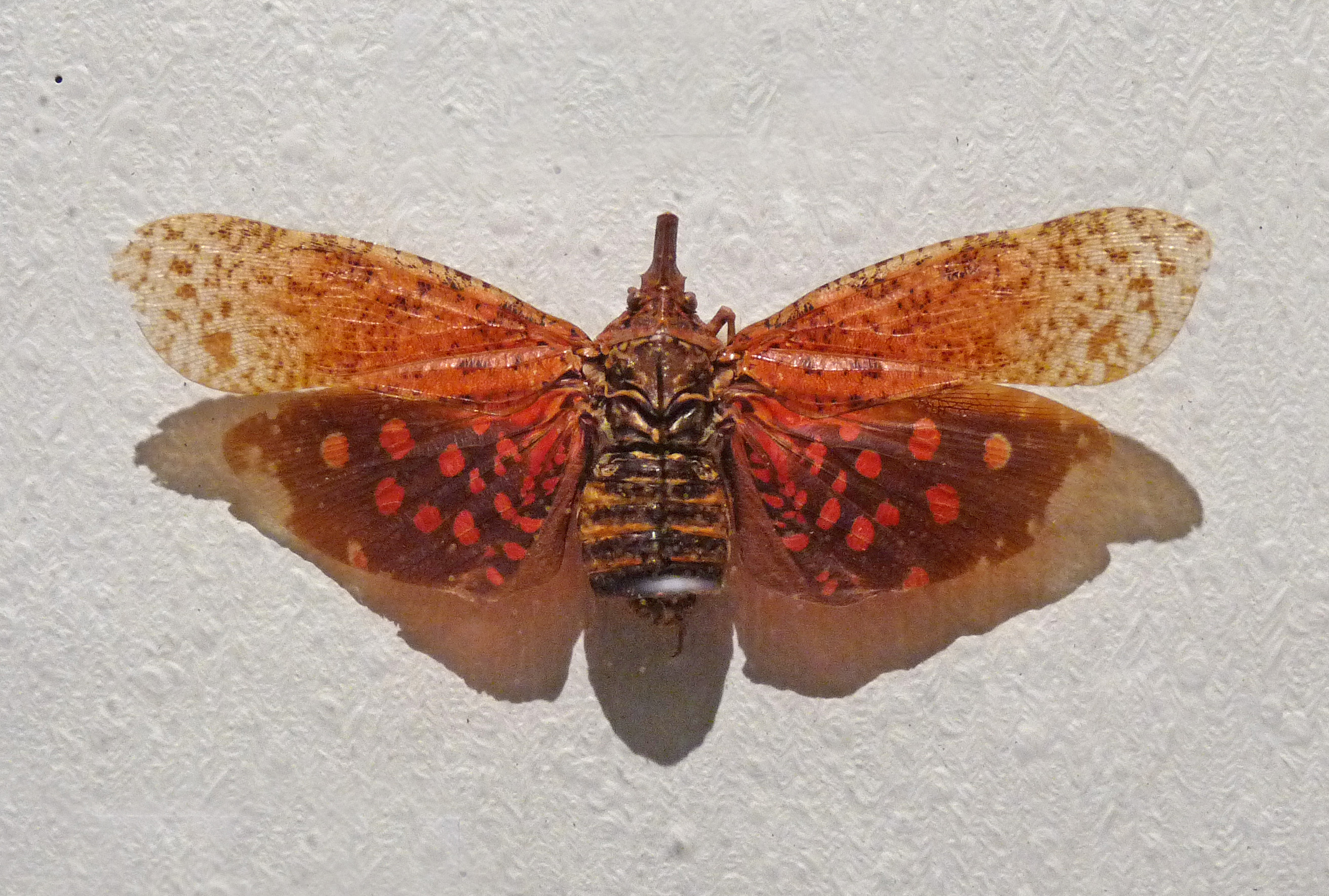
Fulgore satanas (Mexique)
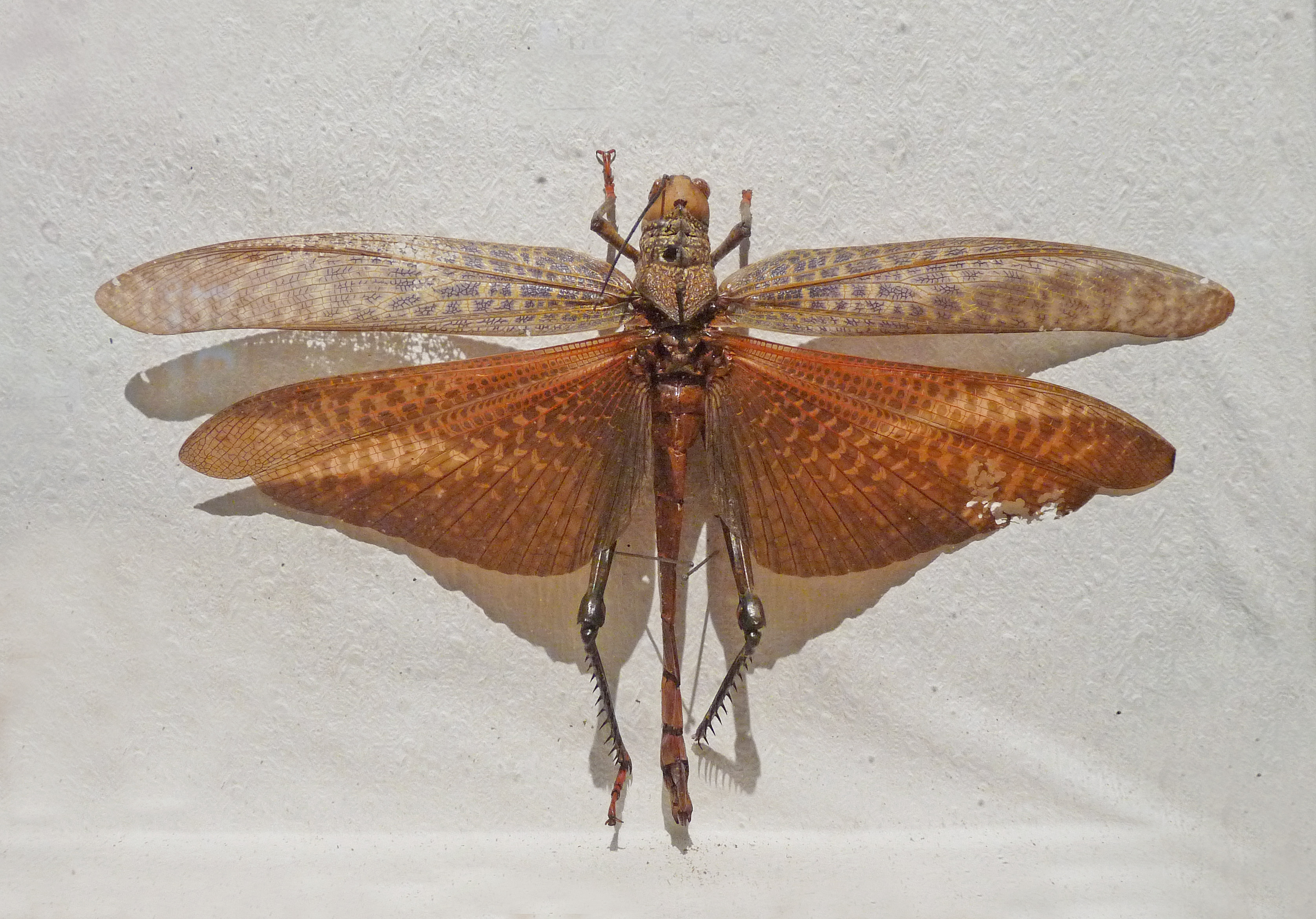
Tropidacris dux (Brésil)
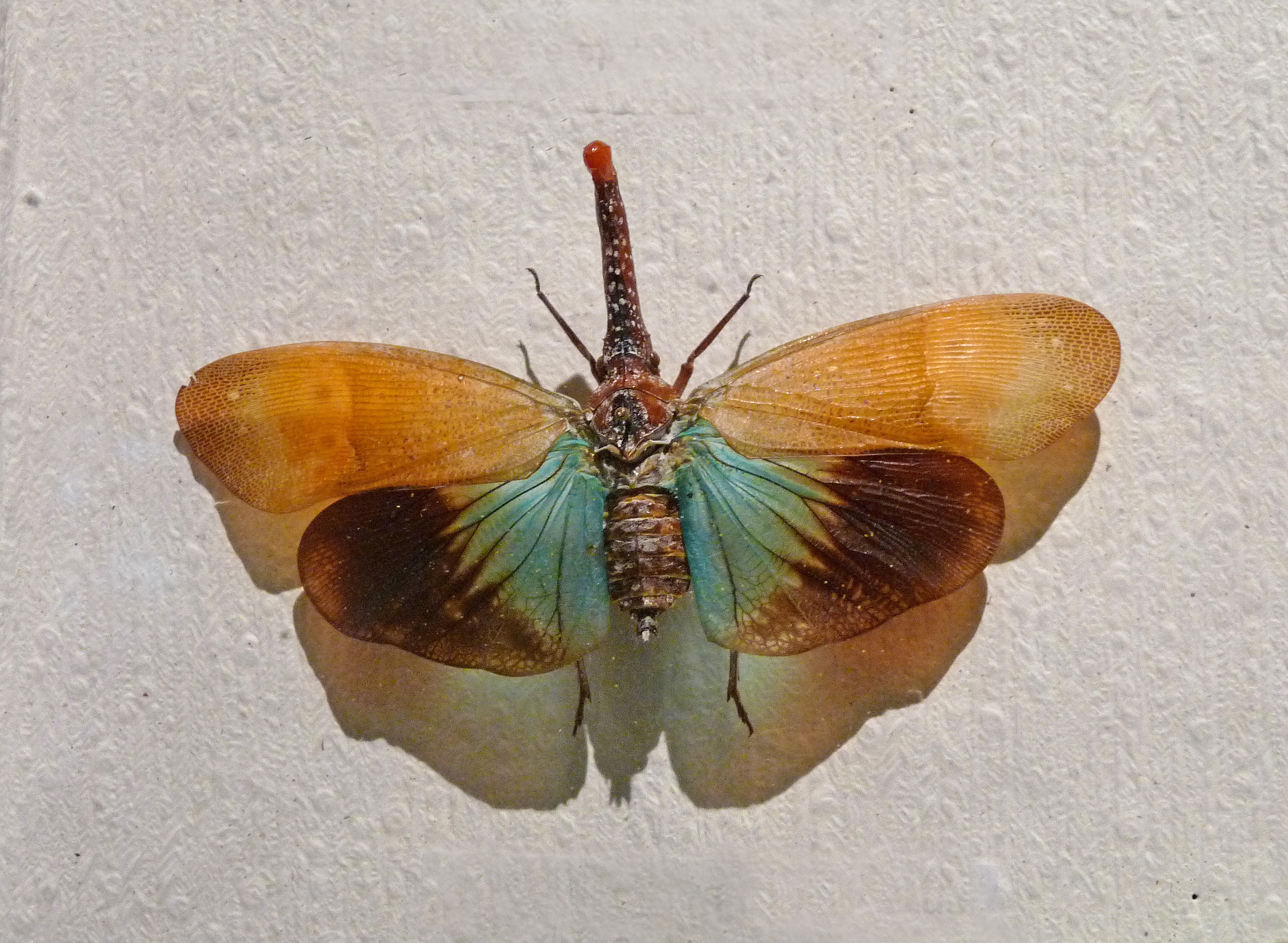
Fulgore sp. (Malaisie)

### Section "Ichtyologie & Aquariophilie"
La collection ichtyologique est limitée à 130 spécimens à l’état sec. 80 % sont originaires de Méditerranée et collectés à la fin du XIXe siècle.
En 1995, la section Ichtyologie devient la section Ichtyologie, Aquariophilie et Terrariophilie et signe l’arrivée du vivant dans le musée. Dès 1997, un grand aquarium de 2 000 litres, monté en partenariat avec l’université Henri Poincaré – Nancy I et le Musée de zoologie – Aquarium tropical de Nancy (Convention d’Assistance Scientifique et Technique - 17 décembre 1996) voit le jour dans le hall d’accueil. La partie terrariophilie a été finalement abandonnée quelques années plus tard.
Aujourd’hui, deux aquariums sont visibles à l’entrée du musée. Un aquarium d’eau de mer chaude reproduit le biotope d’une zone récifale telle qu’on peut en voir en mer Rouge où évoluent poissons et invertébrés qui vivent dans les récifs. On peut y voir des poissons chirurgiens (Zebrasoma flavescens), des poissons papillon (Chaetodon collare à collier blanc ainsi qu’un Chelmon à bandes cuivrées qui représente l’un des meilleurs prédateurs d’anémones de verre indésirables de type Aiptasia), un magnifique poisson-ange (Centropyge loriculus), ainsi qu’un Pseudochromis paccagnellae, et des « demoiselles » bleu-vert (Chromis viridis). Parmi les invertébrés se trouvent entre autres des étoiles de mer (Asterina), des ophiures, des oursins « diadème », des bernard-l'hermite, des crevettes, des bénitiers. Des coraux mous à l’allure de champignons (Sarcophyton) changent de forme et de couleur pour s’auto-nettoyer. Tout ce monde vit dans une eau chauffée à 24-26 °C, maintenue à une salinité de 1024. Des artémies, du krill, des moules, et des oligo-éléments composent leur nourriture.
Un aquarium d’eau douce chaude abrite une colonie de cichlidés africains du lac Malawi, espèce endémique de ce lac. Ce sont des incubateurs buccaux, c’est-à-dire qu’ils gardent leurs œufs dans la bouche jusqu’à éclosion, et même au-delà, pour protéger leur progéniture d’éventuels prédateurs qui rôdent. Ce sont des « brouteurs d’algues ».

### Section "Conchyliologie et Invertébrés marins"

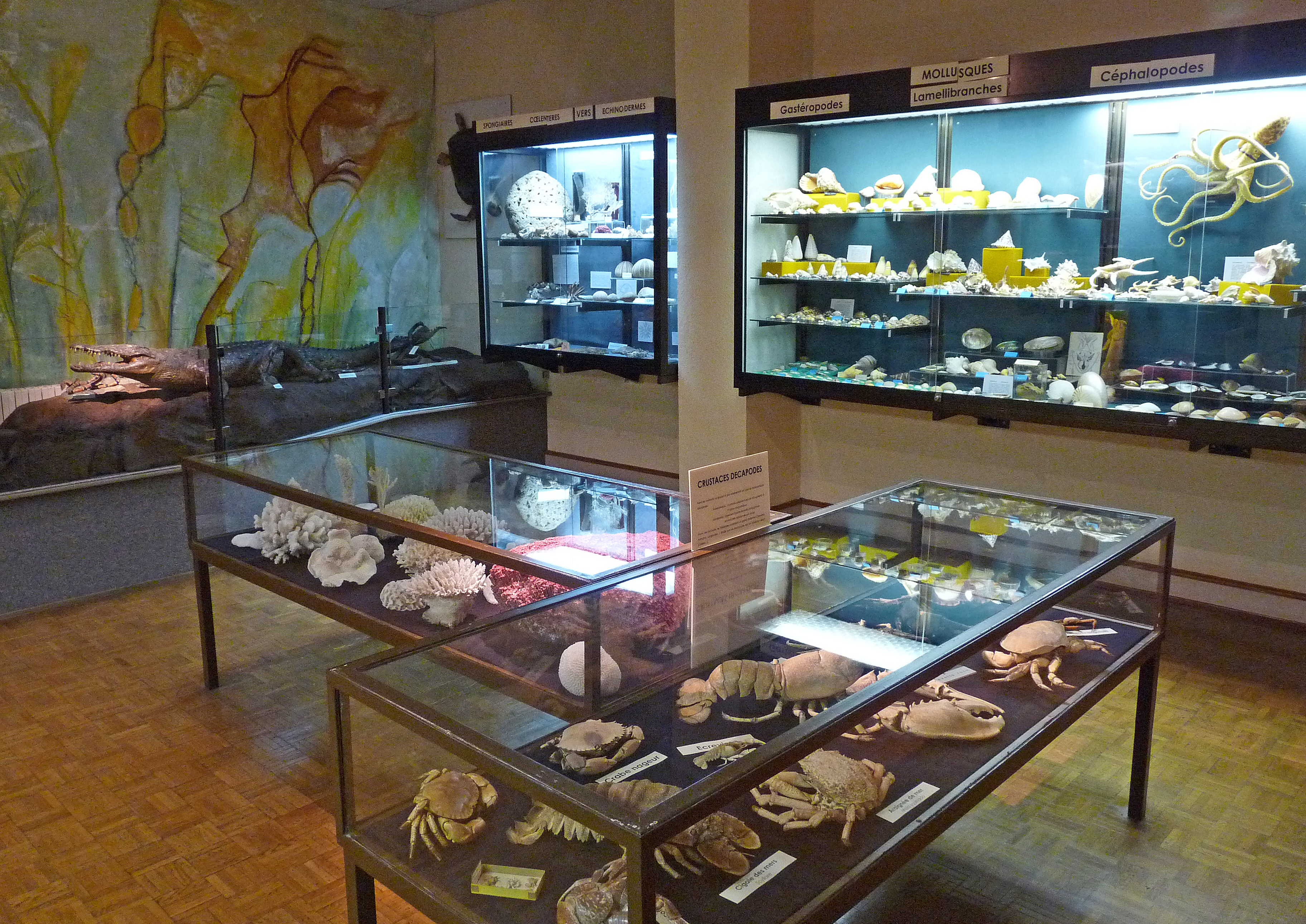
Salle des invertébrés marins.

### Section "Égyptologie"
Les objets de cette section constituent l’unique collection égyptienne présentée au public alsacien.
Objets d’exception de cette section :
- Sarcophage du prêtre Panéhésy (610 av. J.C.) ;
- 37 chapitres du Livre des Morts au nom de Pa-di-imen-neb-nesout-taoui fils de la maîtresse de maison Setcha-iret-binet ;
- Tissus coptes d'Antinoë (IIIe siècle av. J.-C. au VIIIe siècle apr. J.-C.) ;
- Portrait peint d’homme, de la période copte ;
- Papyrus de l'Andouat - Thèbes, XXIe dynastie (105 - 950 siècle av. J.-C.) ;
- Masque funéraire de Tacheret-Min (IVe - IIIe siècle av. J.-C.) rapporté en 1890 ; momie et cercueil de Tacheret-Min trouvés à Akhmin en 1885 (époque ptolémaïque) ;
- Momie de Nesy-Khonsou-Pakhered - Thèbes, XXIe dynastie (XIe - Xe siècle av. J.-C.) rapporté en 1836[14].

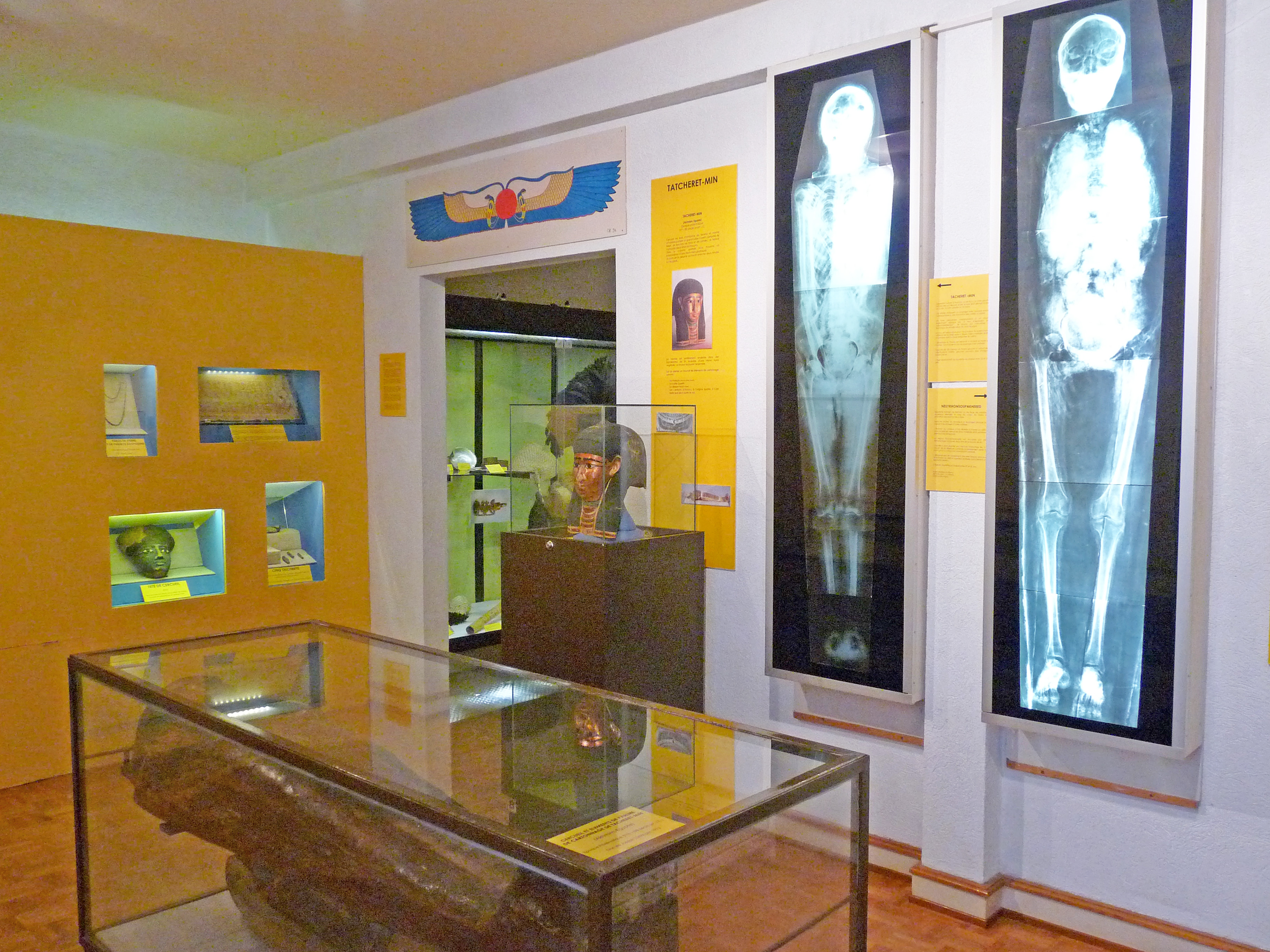
Salle d'égyptologie
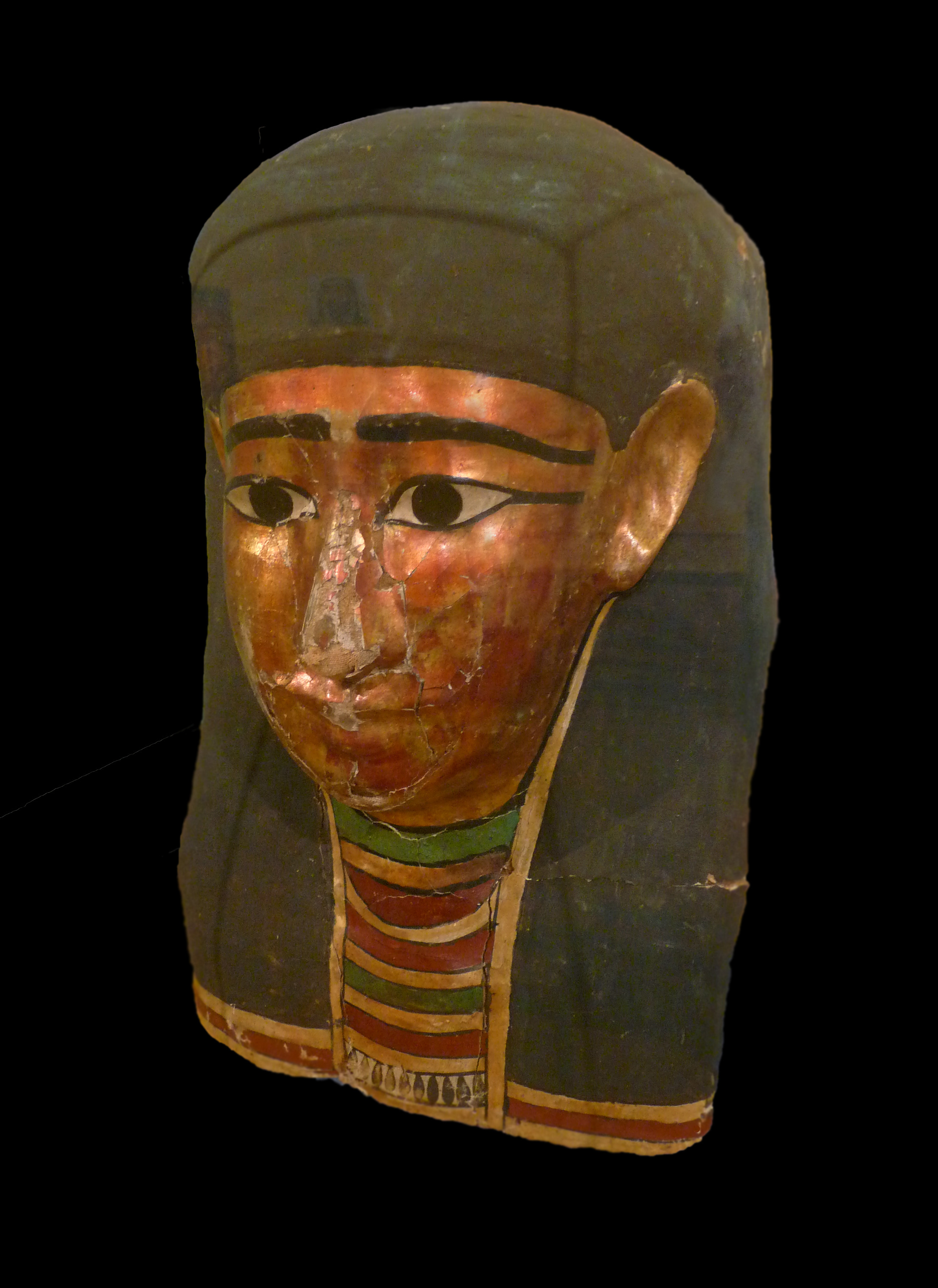
Masque funéraire de Tacheret-Min
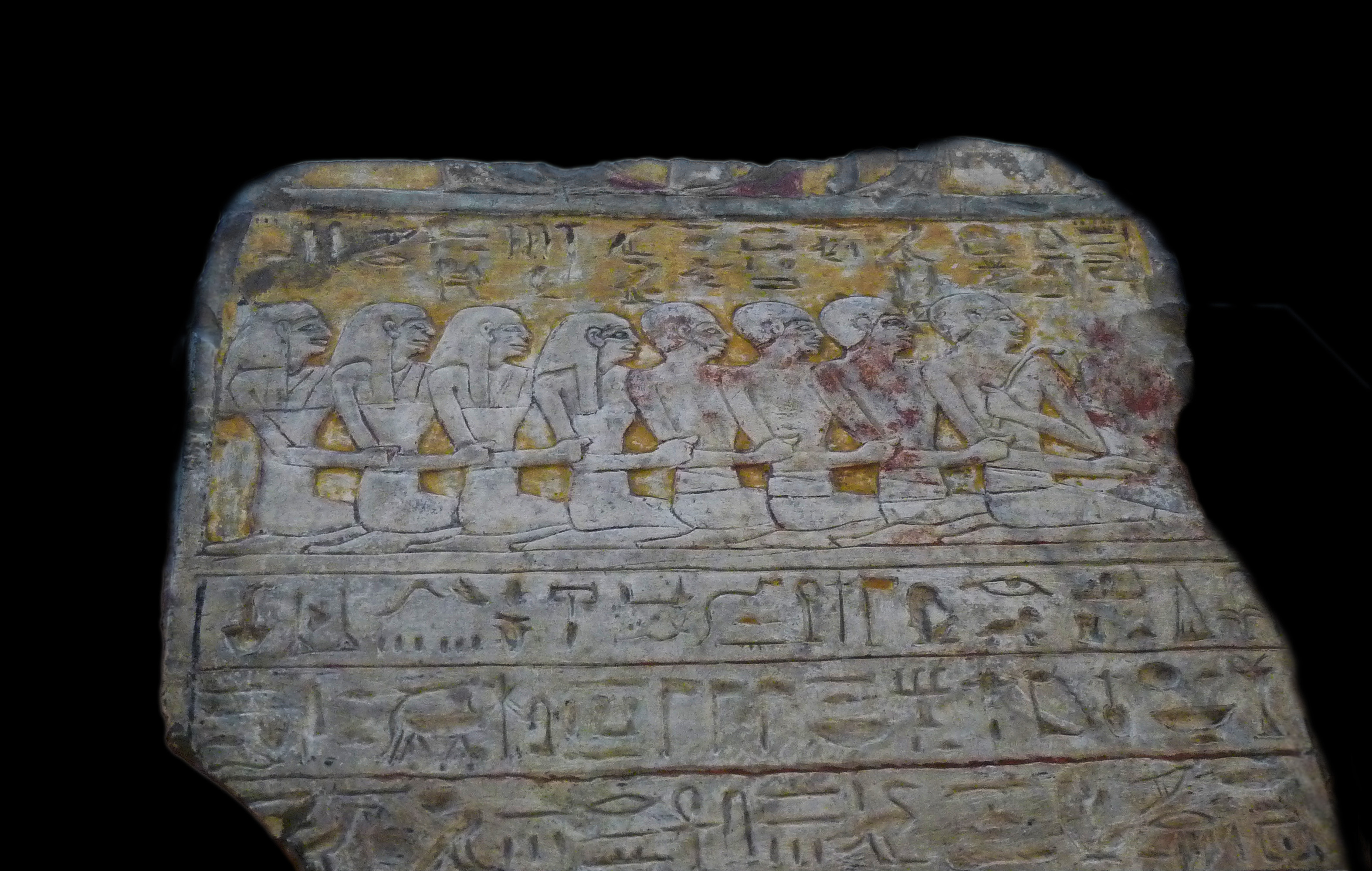
Stèle à la mémoire de Teti et Merit
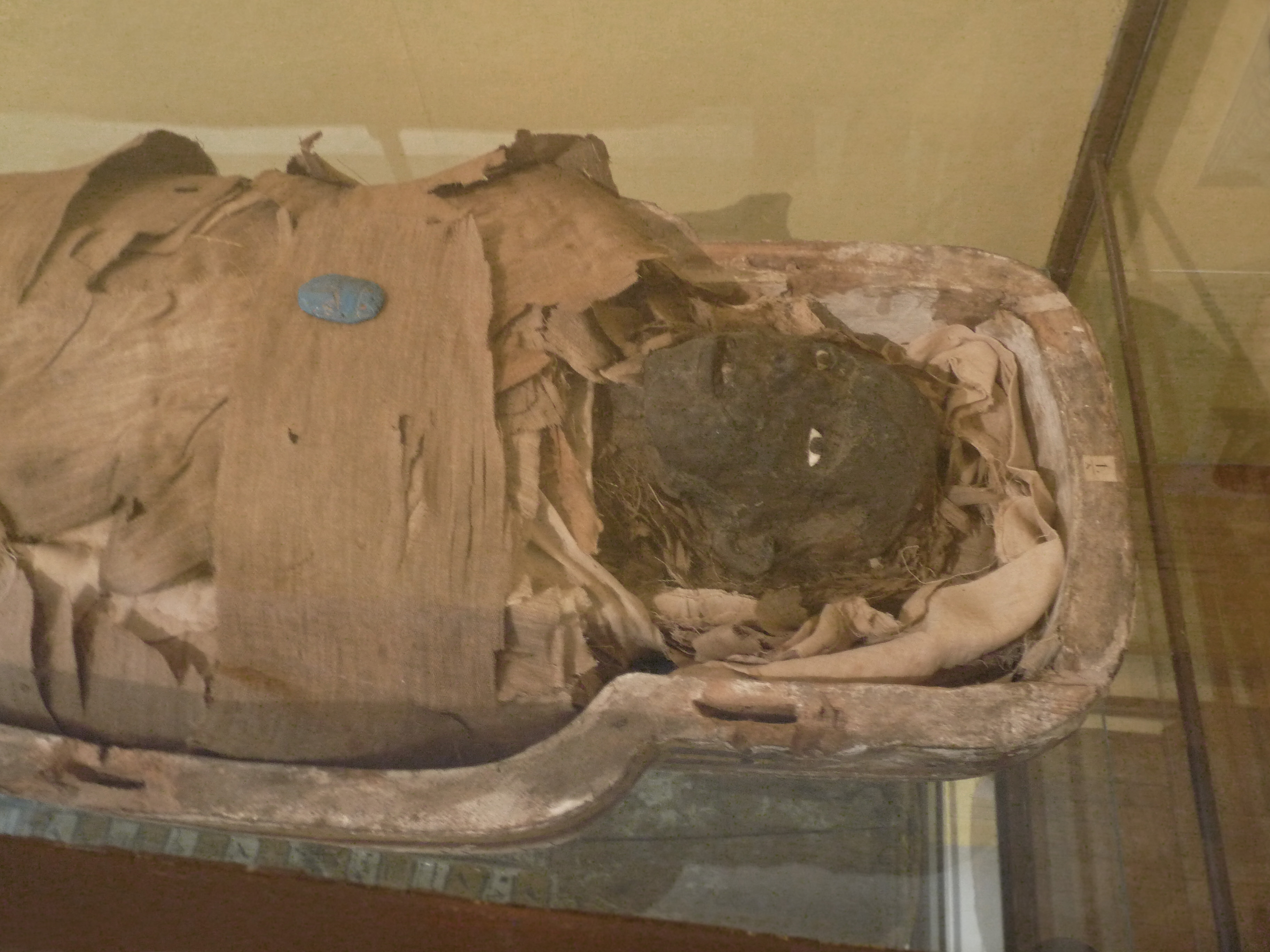
Momie de Nesy-Khonsou-Pakhered

### Section "Ethnologie"

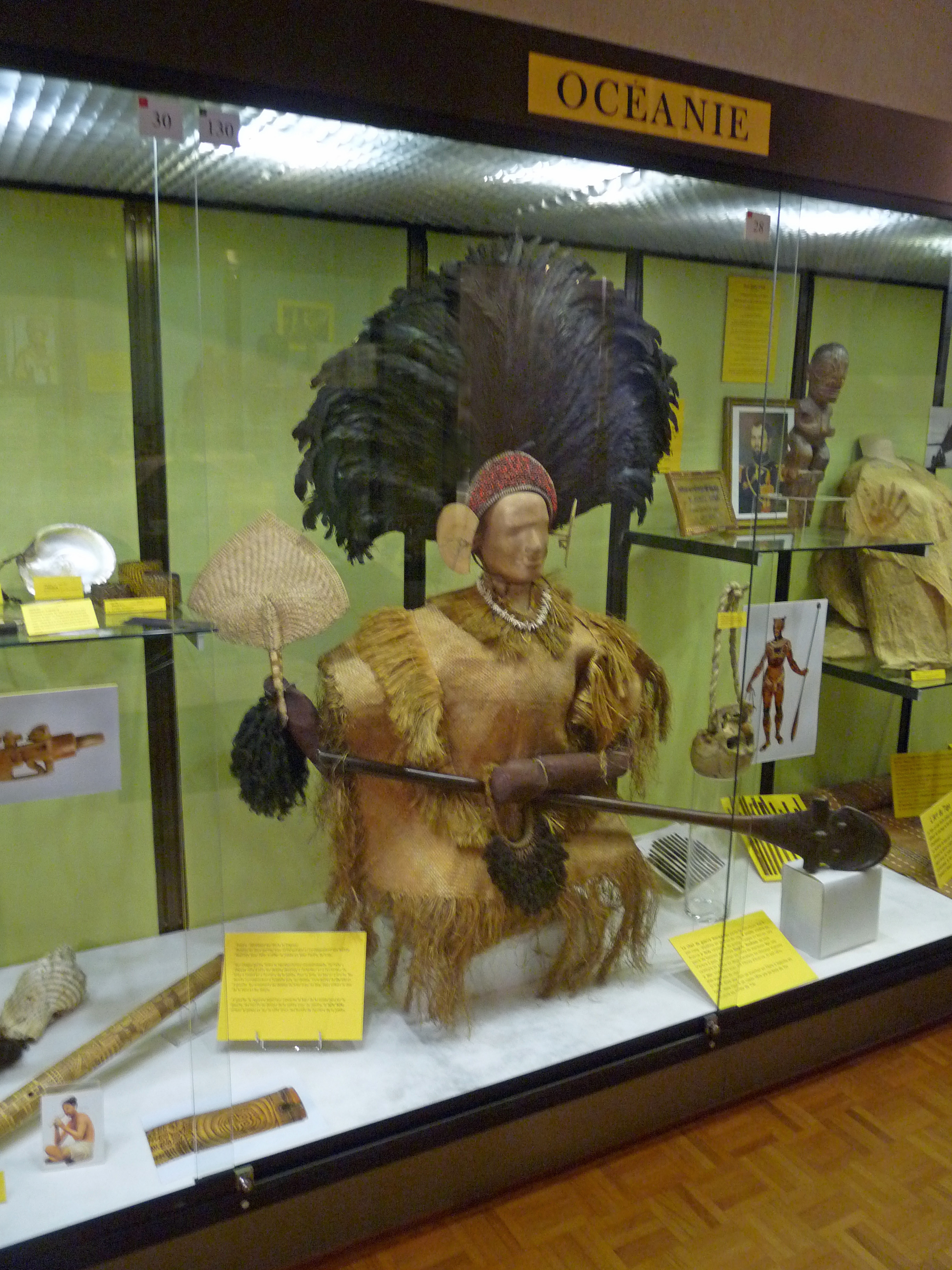
Attributs d'un chef de guerre marquisien

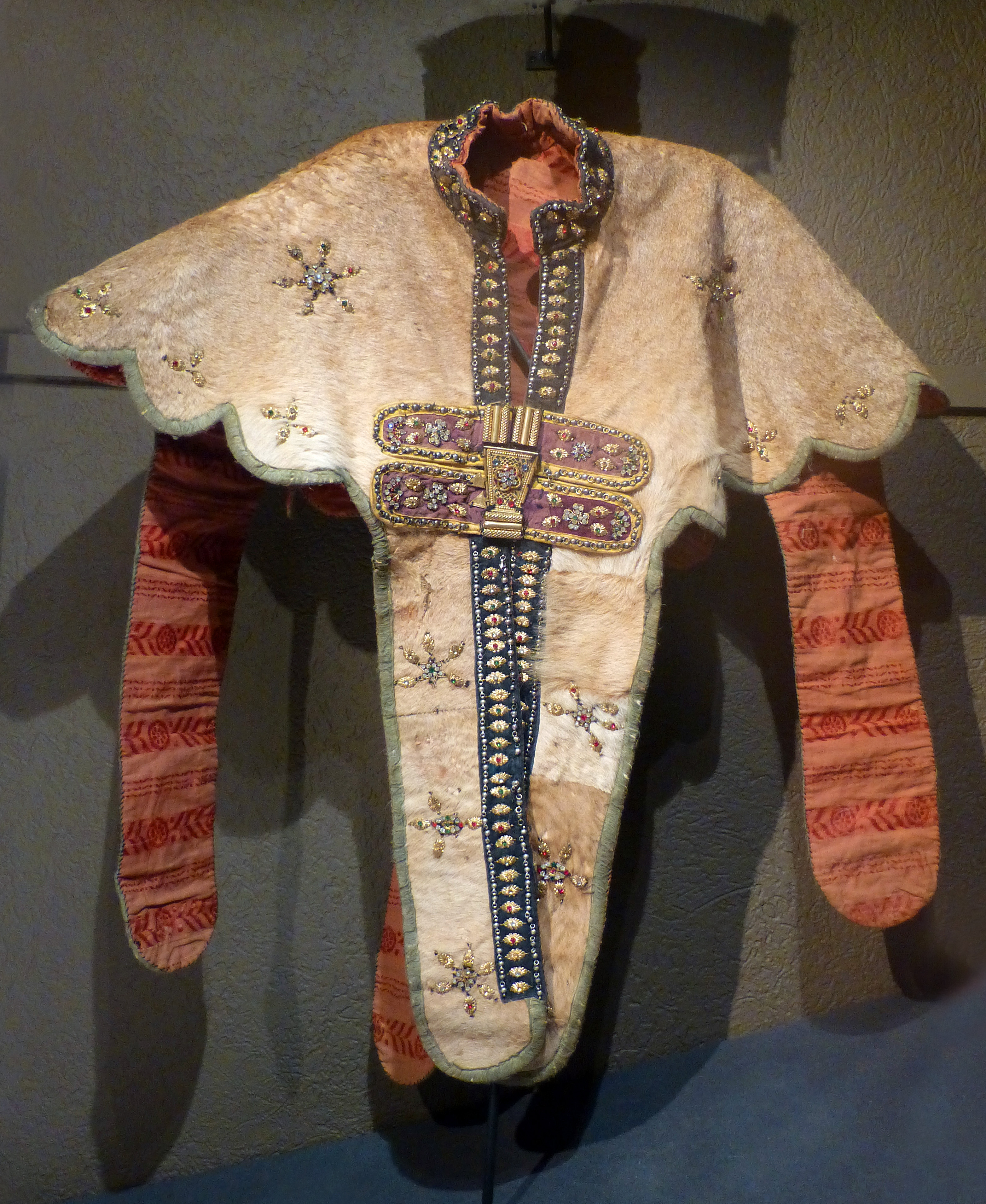
Cape guerrière rituelle (lemd) d'Éthiopie

Cette collection d’objets extra-européens se distingue par une importante collection d’objets africains, issus d’un enrichissement continu depuis 1857. Elle compte également quelques raretés, telles que le crâne ancestral ou la couronne en écaille de tortue, tous deux marquisiens, entrés au musée en 1845, dont seuls de rares exemplaires sont visibles en Europe. Ils s’inscrivent dans une tradition d’Alsaciens voyageurs ayant rapporté des objets « exotiques ». Les objets répertoriés proviennent des cinq continents, dont :
- Afrique : 18 pays représentés du Maroc au cap de Bonne-Espérance, dont Madagascar
- Amériques : 7 pays représentés, du Canada aux îles aléoutiennes et à la Guyane,
- Asie : 6 pays, dont la Chine, la Malaisie, l’Indonésie (îles Moluques), la Laponie
- Océanie : Polynésie (îles Tonga, Polynésie française dont les îles Marquises), Mélanésie (Nouvelle-Calédonie, îles Fidji), et Australie

Parmi les pièces d’exception de la section ethnologie, se trouvent :
- Tupu en argent du Pérou
- Tiki (e tiki pea) de Polynésie
- Crâne avec tapa de Polynésie
- Diadème en écailles de tortue (e pae kaha) de Polynésie
- Tampons à tapa d’Océanie
- Cape d’esquimau en parchemin et décor de plumes des îles Aléoutiennes
- Glaive avec fourreau, lame à décor gravé représentant Ménélik II et un lion éthiopien, d’Éthiopie
- Cape guerrière rituelle en peau de lion (lemd) d’Éthiopie, région d’Ouollega

### Bibliothèque
Le musée comporte également une bibliothèque scientifique contenant 30 000 volumes.

## Fréquentation
| 2002   | 2003   | 2004   | 2005   | 2006   | 2012   |
| ------ | ------ | ------ | ------ | ------ | ------ |
| 7 154  | 6 203  | 8 167  | 14 981 | 8 884  | 14 826 |
| 2013   | 2014   | 2015   | 2016   | 2017   | 2018   |
| 15 902 | 18 867 | 14 285 | 12 899 | 17 159 | 14 806 |
| 2019   | 2020   |        |        |        |        |
| 18 225 | 9 019  |        |        |        |        |